# Thursday's Children
Thursday's Children é um filme-documentário em curta-metragem britânico de 1954 dirigido e escrito por Lindsay Anderson e Guy Brenton. O filme segue a Escola Real para Surdos em Margate, Kent, Reino Unido, uma escola residencial que ensinava leitura labial em vez de língua de sinais. Além da música e da narração, o filme é quase silencioso e foca nos rostos e gestos dos meninos e meninas. Ele apresenta métodos e objetivos não utilizados atualmente e observa que apenas uma em cada três crianças alcançará a fala verdadeira. Venceu o Oscar de melhor documentário de curta-metragem na edição de 1955. A Academy Film Archive preservou Thursday's Children em 2005.